# 卡拉奇耶
卡拉奇耶（Karachiya），是印度古吉拉特邦Vadodara县的一个城镇。总人口7732（2001年）。

## 人口
该地2001年总人口7732人，其中男性4304人，女性3428人；0—6岁人口950人，其中男514人，女436人；识字率71.64%，其中男性为80.25%，女性为60.82%。